# Беревце
Беревце (на албански: Beroci; на сръбски: Беревце) е село в Косово, разположено в община Щръбце, окръг Феризово. Намира се на 974 метра надморска височина. Населението според преброяването през 2011 г. е 287 души, от тях: 286 (99,65 %) сърби и 1 (0,34 %) от друга етническа група.

## Население
Численост на населението според преброяванията през годините:
- 1948 – 682 души
- 1953 – 706 души
- 1961 – 751 души
- 1971 – 846 души
- 1981 – 876 души
- 1991 – 792 души
- 2011 – 287 души